# Besouro-do-arroz
O besouro-do-arroz (nome científico: Trogoderma granarium), que se originou no sul da Ásia, é uma das pragas mais destrutivas do mundo de produtos de grãos e sementes. Está na nonagésima quinta posição na lista 100 das espécies exóticas invasoras mais daninhas do mundo formulada pela União Internacional para a Conservação da Natureza (IUCN). As infestações são difíceis de controlar devido à capacidade do inseto de sobreviver sem comida por longos períodos, sua preferência por condições secas e alimentos com pouca umidade e sua resistência a muitos inseticidas. Existe uma quarentena federal restringindo a importação de arroz aos Estados Unidos de países com infestações conhecidas do besouro. A infestação pode estragar bens comerciais valiosos e ameaçar perdas econômicas significativas se introduzidas numa nova área. Manipular ou consumir grãos e sementes contaminados pode levar a problemas de saúde, como irritação da pele e desconforto gastrointestinal.

## Descrição
Os besouros adultos são acastanhados e avermelhados com 1,6 a 3 milímetros de comprimento. As larvas imaturas têm até 5 milímetros de comprimento e são cobertas por pelos castanho-avermelhados densos. O estágio larval pode durar de quatro a seis semanas, mas pode se estender por até sete anos. Os machos são castanhos escuros ou pretos, e as fêmeas são ligeiramente maiores com cores mais claras. A vida útil do besouro-do-arroz adulto é geralmente entre cinco e dez dias. O besouro prefere condições quentes e secas e pode ser encontrado em áreas onde grãos e outros alimentos potenciais são armazenados, como despensas, casas de malte, fábricas de processamento de grãos e forragem e depósitos de sacos ou caixas de grãos usados. A espécie é nativa da Índia, com uma área nativa que se estende da Birmânia à África Ocidental. O besouro-do-arroz é um sinantropo, vivendo predominantemente em estreita associação com os seres humanos. As informações sobre o comportamento do besouro em ambientes não humanos são limitadas.
Os ovos de besouro-do-arroz são cilíndricos com uma extremidade mais arredondada e a outra mais pontiaguda, com cerca de 0,7 milímetro de comprimento e 0,25 milímetro de largura, pesando cerca de 0,02 miligrama. A extremidade pontiaguda tem várias projeções em forma de espinha. Os ovos são inicialmente de um branco leitoso, mas ao longo de várias horas adquirem uma cor amarelada pálida. A fisiologia do besouro-do-arroz é significativamente afetada por sua dieta. Borzoui et al. descobriram que o centeio fornece o ambiente mais ideal para reprodução e desenvolvimento de indivíduos. Por outro lado, as dietas de nozes e arroz reduziram a fertilidade feminina e o peso adulto dos indivíduos, enquanto aumentavam a duração do estágio larval.

## Como espécie invasiva
O besouro-do-arroz se estabeleceu em muitos países do Mediterrâneo, Oriente Médio, Ásia e África. Também foi descoberto na América do Norte. Agentes alfandegários dos Estados Unidos descobriram em infestações isoladas na costa leste e oeste dos Estados Unidos, mas até este ponto foram bem sucedidos em conter e erradicar a praga. Os agentes alfandegários dos Estados Unidos interceptaram o besouro 100 vezes em 2011, "em comparação com três a seis por ano em 2005 e 2006, e uma média de cerca de 15 por ano de 2007 a 2009". Em 2017, o besouro foi registrado pela primeira vez no Seri Lanca, onde foi encontrado na embalagem de uma remessa de chá que foi transportada à Rússia. O Conselho de Chá do Seri Lanca expressou que o espécime pode ter permanecido no contêiner após o uso do mesmo contêiner para um transporte anterior de grãos, não de origem do Sri Lanka. As infestações de contêineres marítimos são realmente comuns.
O tipo de produto no qual o besouro é transportado pode contribuir para sua capacidade de se firmar num novo ambiente. Verificou-se que a farinha de cevada integral e grãos de trigo rachados suportam significativamente mais larvas e besouros adultos do que outros produtos de grãos, enquanto cevada pérola polida, milho e aveia inteira suportam populações mais baixas. Em agosto de 2020, insetos desconhecidos foram encontrados numa nova geladeira em Camberra, Território da Capital Australiana, Austrália. Os compradores relataram ao Departamento Federal de Agricultura, que identificou os insetos como besouros-do-arroz. Se esta já fosse uma infestação generalizada - ou se estivesse prestes a se tornar uma - a agricultura e economia da Austrália perderiam centenas de milhões de dólares por ano. Como resultado, o departamento imediatamente começou a rastrear, inspecionar, conter e tratar os besouros em todo o ACT e NSW. O departamento acredita que este relatório e a resposta a ele efetivamente manteve os besouros-do-arroz fora da Austrália e forneceu novas informações sobre como mantê-los fora no futuro.

## Métodos de controle
A fumigação com brometo de metila é o tratamento mais eficaz. Nim (Azadirachta indica) em pó tem sido usado para controlar o besouro em lojas de trigo na Índia. Pesquisas sobre métodos naturais de manejo de pragas descobriram que extratos de folhas de Datura metel apresentam toxicidade de contato significativa e efeitos multigeracionais aos besouros-do-arroz. Concentrações mais altas de extrato levaram à maior mortalidade entre a geração inicial e a prole subsequente. A exposição prolongada ao frio e calor extremos demonstrou impacto marginal, mas a maioria das larvas sobreviveu a extremos muito além do limite necessário para matar besouros adultos. Esforços podem ser feitos para evitar o envio de material contaminado, contêineres marítimos podem ser rastreados e contêineres podem ser descontaminados antes da reutilização. Há um crescente reconhecimento de que a invasão global dos besouros é uma emergência e requer ação nacional e internacional.

## Políticas e regulações
O Serviço de Inspeção de Saúde Animal e Vegetal do Departamento de Agricultura dos Estados Unidos estabeleceu restrições às importações de grãos e cereais de regiões conhecidas pela infestação do besouro-do-arroz desde julho de 2011. Esses regulamentos de importação dizem respeito à importação de arroz, grão de bico, sementes de cártamo e soja de regiões determinadas como infestadas. Qualquer um desses produtos enviados das regiões em questão deve primeiro ser submetido a um tratamento fitossanitário, e um certificado informando que o envio foi inspecionado e considerado limpo deve ser incluído no produto. Muitos países do Norte da África, Oriente Médio e Sul da Ásia, como Afeganistão, Irã, Egito, Síria, Marrocos, Seri Lanca e Índia estão sujeitos a esses regulamentos. Uma emenda aos regulamentos de importação do besouro-do-arroz foi aprovada em dezembro de 2014, adicionando Cuaite, Omã, Catar, Emirados Árabes Unidos, Sudão do Sul e Autoridade Palestina à lista de nações regulamentadas.
A Austrália mantém restrições à importação do besouro em todos os tipos de sementes, nozes, especiarias, frutas e vegetais secos e quaisquer produtos agrícolas não processados. Qualquer importação desses produtos exige certificado fitossanitário declarando que o produto é inspecionado e limpo. Os países de origem em questão para esta política incluem grande parte da África, Oriente Médio e Sul da Ásia. Esforços podem ser feitos para evitar o envio de material contaminado, contêineres marítimos podem ser rastreados e contêineres podem ser descontaminados antes da reutilização. Há um crescente reconhecimento de que a invasão global é uma emergência e requer ação nacional e internacional.